# Billingen, Dalarna
Billingen är en sjö i Falu kommun i Dalarna och ingår i Dalälvens huvudavrinningsområde. Sjön är 18 meter djup, har en yta på 0,277 kvadratkilometer och är belägen 173,1 meter över havet.

## Delavrinningsområde
Billingen ingår i det delavrinningsområde (671643-147788) som SMHI kallar för Mynnar i Dalälvens vattendragsyta. Medelhöjden är 203 meter över havet och ytan är 15,4 kvadratkilometer. Räknas de 6 avrinningsområdena uppströms in blir den ackumulerade arean 62,04 kvadratkilometer. Vallmoraån (Finnhytteån) som avvattnar avrinningsområdet har biflödesordning 2, vilket innebär att vattnet flödar genom totalt 2 vattendrag innan det når havet efter 213 kilometer. Avrinningsområdet består mestadels av skog (72 procent). Avrinningsområdet har 0,28 kvadratkilometer vattenytor vilket ger det en sjöprocent på 1,8 procent.